# PTC (軟體公司)
PTC（NASDAQ: PTC）是一家電腦軟體及服務公司，創立於1985年，總部設立於美國麻州波士頓市郊，於1988年率先開發參數固態電腦輔助設計模型軟體（CAD）並在1998年推出有關產品生命週期管理（PLM）Internet-based產品。PTC為合作夥伴及開發人員打造產品、服務及物聯網（IoT）與擴增實境（AR）平台。

## 產品
PTC擁有六項核心系列產品：Creo、Windchill、MathCad、PTC Integrity、Servigistics、ThingWorx，公司的技術主要協助離散型製造業者用於設計、營運與維護複雜產品；PTC的技術也能用於連網產品，以獲取與分析產品的資訊。

### PTC Creo
PTC的CAD產品提供一系列電腦輔助設計功能，包含多種2D與3D產品設計軟體，用於製作、分析與瀏覽產品設計。PTC Creo軟體於2011年6月推出，取代PTC過去的Pro/ENGINEER、CoCreate與ProductView，其他產品包括：
- CREO parametric – 前版為 Pro/ENGINEER
- CREO simulate – 前版為Pro/MECHANICA
- CREO direct – 前版為 CoCreate OneSpace Modeling
- CREO options modeler
- CREO illustrate schematics
- CREO view
- CREO illustrate
- PTC　Mathcad - 工程師可運用這套工程計算軟體，處理、記錄與分享產品設計時所用的算式。[4]

### PTC Windchill
這套web-based資料庫軟體能提供如MCAD與ECAD資料檔案、製程文件、軟體工程資訊等各項產品資訊，PTC Windchill亦提供多項产品生命周期管理（PLM）能力，包含以下產品：
- Windchill PDMLink
- Windchill product analytics – 前版為Materials Compliance
- Windchill quality solutions – 前版為Relex and NetRegulus
- Windchill workgroup manager
- Windchill projectlink
- Windchill part classification
- PTC FlexPLM

### PTC Integrity
PTC Integrity產品提供一系列軟體生命週期管理（ALM）與系統工程（Systems Engineering）能力，包含以下產品：
- PTC Integrity Asset Library
- PTC Integrity Lifecycle Manager –前版為 MKS
- PTC Integrity Modeler –前版為 Atego
- PTC Integrity Process Check
- PTC Integrity Process Consumer
- PTC Integrity Process Director
- PTC Integrity Process Perspective
- PTC Integrity Requirements Connector
- PTC AgileWorx

### PTC Servigistics
製造商使用這套服務生命週期管理(SLM)軟體後，可藉由服務規劃、客戶服務、退貨產品資料分析，改善產品生命週期的服務價值，PTC提供的產品組合包括：
- Servigistics Inservice – 前版為 Enigma
- Servigistics Arbortext – 前版為 Arbortext[8] without Servigistics
- Servigistics Connected Field Services
- Servigistics Predictive Serice
- Servigistics Remote Services
- Servigistics Parts Pricing
- Servigistics Arbortext Editor
- Servigistics Arbortext Isodraw
- Servigistics Arbortext Isoview
- Servigistics Service Network Management
- Servigistics Service Parts Management

### ThingWorx
此平台適用於智慧連網感測器、裝置與產品，或是物聯網(IoT)的快速開發應用。
Axeda是一款可管理連網產品與機器，並落實機器對機器(M2M)與物聯網應用的雲端服務與軟體。

### Vuforia
Vuforia是一款運用在行動裝置上的擴增實境軟體開發套件(SDK)，可實現擴增實境(AR)應用的製作。

## 歷史
1985- 由Samuel Geisberg及Prime Computer、Computervision、Applicon的前任員工Mike Payne共同創辦此公司
1988- Steve Walske出任執行長，推出Pro/ENGINEER，此產品被視為是業界首創的參數模型設計軟體，並讓PTC成為電腦輔助設計產品CAD的領導品牌，直至九零年代中期，新一代的低成本競爭品牌才進入市場。
1989- 公開上市（NASDAQ: PMTC（页面存档备份，存于））
1992- Caterpillar Inc.成為PTC最大的客戶
1996- PTC收購Reflex專案建模與管理軟體技術，並於隔年出售給Beck Group。
1998- PTC Windchill出貨，成為市場上唯一internet-based的產品生命週期管理(PLM)解決方案。
1999- PTC宣布已累積2.5萬家客戶，包含航太、零售／鞋類／服飾、汽車、工業設備、消費品、電子、高科技等產業。
1999- 收購Division Group (Division Ltd, Bristol Uk, Division Inc)虛擬實境事業，包括dVision頭戴式顯示器與軟體
2002- PTC推出首款支援網路web-based服務的電腦輔助設計系統 — Pro/ENGINEER Wildfire。
2005- 收購Arbortext以取得技術出版科技；同時也收購Aptavis，發展佈局零售、鞋類及服飾技術
2006- 收購Mathsoft以取得工程計算軟體，以及收購ITEDO以取得其3D技術繪圖軟體
2007- 收購CoCreate的直接建模技術
2008- 收購Synapsis的效能分析技術，以改善產品環境效能
2009- 收購Relex Software的可靠性工程軟體
2010- James E. Heppelmann於2010年10月1日就任執行長，同年PTC將Pro/ENGINEER更名為PTC Creo，提供具備規模彈性、開放與使用簡易等優點的產品設計軟體
2011- 收購4CS的保固、服務、支援與服務元件技術；收購適用於所有軟體開發流程的MKS應用生命週期管理技術。
2012- 收購Servigistics的服務生命週期管理系列軟體
2013- 收購NetIDEAS主機代管供應商，提供更多技術建置選項；收購Enigma為售後服務環境提供技術內容；收購物聯網(IoT)平台開發商ThingWorx，以取得可連接與追蹤網路產品的軟體應用。
2013- 收購位於賓州Exton的ThingWorx，該公司的獲獎平台可應用於物聯網的製作製作與運作
2014- 收購Axeda Corporation
2014- 收購模組系統工程(MBSE)工具領導品牌ATEGO Software，這項工具常用於航太、運輸、汽車產業，如Alstom Transport與Rolls-Royce Defence
2015- 向高通子公司Qualcomm Connected Experiences, Inc.收購Vuforia事業。Vuforia平台是業界最先進、最普及的擴增實境技術平台
2015- 收購軟體開發公司Kepware，為工業自動化環境提供通訊連網
2019 年 - PTC收購總部位於荷蘭的增強現實服務公司 Twnkls。 
2019 - PTC簽署協議收購 Onshape。
2020 年 - PTC簽署了收購 Arena Software 的協議。 

## PTC併購公司清單
- 1992年，收購Prime Computer（英语：Prime_Computer）
- 1995年4月12日，以33,507,000美元向Evans & Sutherland收購CDRS與3Dpaint技術[42]
- 1995年5月，以1.8億美元收購設計優化與模擬軟體MECHANICA開發商Rasna Corp. [43]
- 1996年7月，PTC以3,000萬美元收購Reflex專案建模與管理軟體技術[17]
- 1998年，收購CADDS（英语：Computervision#CADDS_Product_History）、MEDUSA（英语：MEDUSA）與MPDS廠房設計系統（英语：MPDS_Plant_Design_System）開發商Computervision（英语：Computervision） [44]
- 收購Division Group的dVisor虛擬實境頭戴式顯示器[19][20][21][22]
- 2005年，收購Polyplan的製造流程管理技術
- 2005年，以1.9億美元收購Arbortext（英语：Arbortext_Advanced_Print_Publisher）  [45]
- 2005下半年，以1千萬美元收購DENC AG與Cadtrain Inc.。DENC採德式顧問模式，擅長結合PTC應用與企業資源規劃軟體；Cadtrain位於加州爾灣，提供PTC軟體線上網路訓練模組 [46]
- 2005年6月，收購以Windchill技術為基礎的零售、鞋類及服飾技術的Aptavis Technology Corp [47]
- 2006年4月，以6,300萬美元收購Mathcad（英语：Mathcad）開發商Mathsoft（英语：Mathsoft） [48]
- 2006年10月，以1,700萬美元收購開發技術繪圖軟體ITEDO Software GmbH。ITEDO開發技術繪圖軟體，在德國與美國共有34名員工。[49]
- 2007年5月，收購NC Graphics（英语：NC_Graphics），總額未公開[50]
- 2007年11月，收購醫療裝置企業研究與品質管理軟體NetRegulus, Inc [51]
- 2007年12月，以2.5億美元收購CoCreate [52]
- 2008年12月，收購Synapsis Technology，總額未公開[53]
- 2009年6月，以2,500萬美元收購Relex Software[54]
- 2010年1月，收購Planet Metrics，總額未公開[55]
- 2011年5月，收購MKS Integrity製造商MKS Software（英语：MKS_Inc.）[56]
- 收購保固管理與服務生命週期管理軟體開發商4CS Software Solutions Inc，總額未公開[57]
- 2012年8月，收購Servigistics
- 2013年7月，收購Enigma
- 2013年9月，收購NetIDEAS
- 2014年1月，收購ThingWorx[58]
- 2014年7月，以5,000萬美元收購Atego（英语：Atego_(company)），該公司設於英國查特罕，開發模型系統與軟體工程應用[59]
- 2014年8月，以1.7億美元收購設於麻州福克斯伯勒（Foxborough）的機器對機器(M2M)/物聯網領域領導品牌Axeda Corporation
- 2015年，收購Coldlight
- 2015年，收購Vuforia
- 2015年，以1億美元收購Kepware，另依據特定策略計劃與財務結果最多外加1,800萬元

## 支援STEM（科學、科技、工程、數學）教育
PTC於1999年成立支援STEM(科學、科技、工程、數學)的全球學術教育計畫。此計畫目的希望企業與學校合作，協助學生培養在製造業、科技業及其他相關領域職場所需的實用技能 。這項計畫也包括直接招募活動，並希望安排學生進入PTC的商業客戶任職。
除了支援STEM，PTC從2008年便成為FIRST(For Inspiration and Recognition of Science and Technology)活動企業贊助商，提供參賽學生使用PTC軟體，競賽項包括FIRST科技挑戰賽、FIRST機器人競賽、FIRST樂高聯盟、FIRST世界冠軍賽等

## 獲獎紀錄
第四屆年度Postscapes物聯網(IoT)大獎

## 外部連結
- 官方网站（页面存档备份，存于）
- 官方網站（台灣）（页面存档备份，存于）